# جيك جانون
جيك جانون (بالإنجليزية: Jake Gannon)‏ هو لاعب هوكي الجليد أمريكي، ولد في 25 يناير 1987 في روسلي في الولايات المتحدة.

## وصلات خارجية
- جيك جانون على موقع دوري الهوكي الوطني (الإنجليزية)
- جيك جانون على موقع EliteProspects.com (الإنجليزية)
- جيك جانون على موقع HockeyDB.com (الإنجليزية)